# ハンニバル
ハンニバル・バルカ（Hannibal Barca, ポエニ語: 𐤇𐤍𐤁𐤏𐤋𐤟𐤁𐤓𐤒, 紀元前247年 - 紀元前183年/紀元前182年）は、カルタゴの名将。ハミルカル・バルカの長子。ハンニバルは「バアルの恵み」や「慈悲深きバアル」、「バアルは我が主」を意味すると考えられ、バルカとは「雷光」という意味である。
第二次ポエニ戦争を開始した人物とされており、連戦連勝を重ねた戦歴から、カルタゴが滅びた後もローマ史上最強の敵として後世まで語り伝えられてきた。カンナエの戦いにおける包囲殲滅（せんめつ）は戦史上の金字塔として名高い。2000年以上経た現在でも、各国の軍隊組織が戦術家の能力を研究対象とし、参照するなど評価は非常に高い。
チュニジアで流通している5ディナール紙幣に肖像が使用されている。

## 生涯

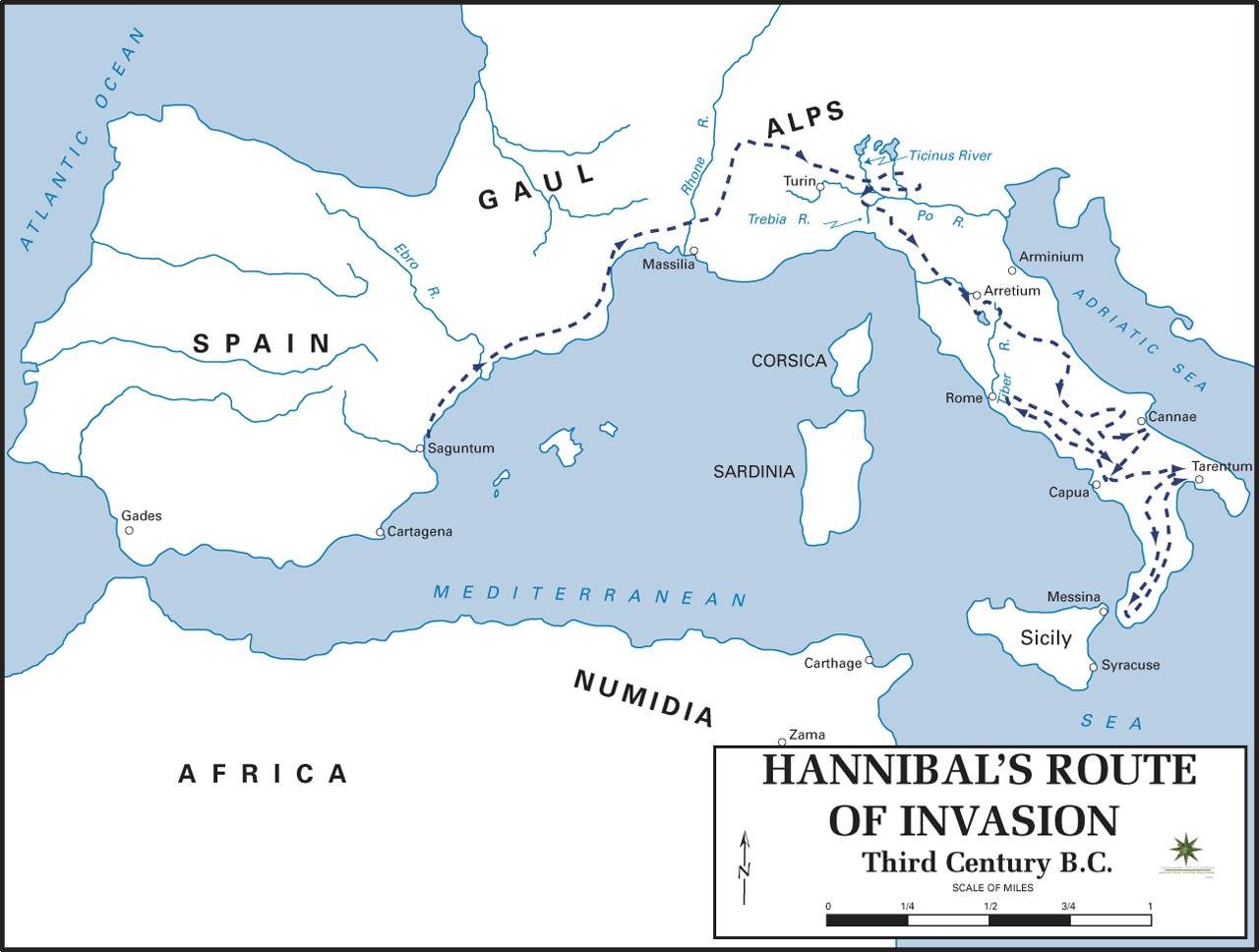
ハンニバルの行路（アメリカ合衆国陸軍士官学校戦史部Frank Martini作画）

### 少年期
第一次ポエニ戦争でシチリアを共和政ローマに奪われると、ハンニバルの父ハミルカルは、当時未開の地であったイベリア半島の植民地化政策に乗り出す。そして植民都市カルタゴ・ノウァを建設し、イベリア人諸部族をまとめて兵士を集め、軍隊を養成した。ティトゥス・リウィウスによると、父に同行を願い出た際、バアルの神殿に連れて行かれたハンニバルは、ローマを終生まで敵とする事を誓わされたという。父の死後、ハンニバルは義理の兄にあたるハシュドゥルバルのもとで少年期を過ごす。

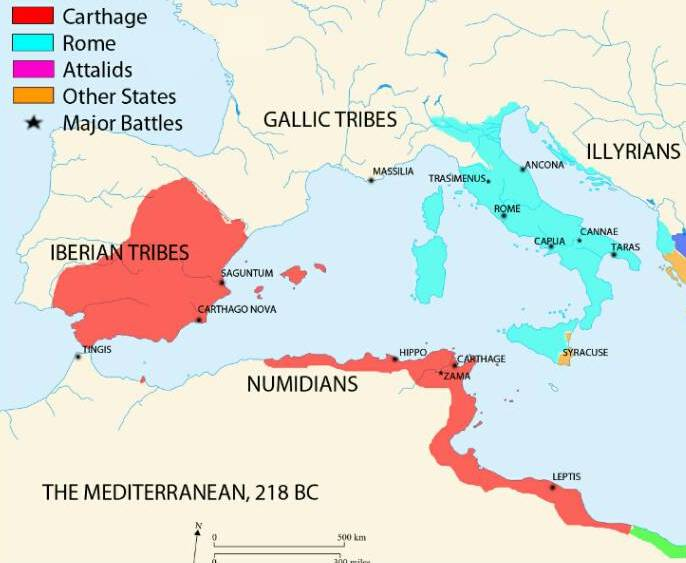
地中海沿岸の版図（紀元前218年）【凡例】：赤＝カルタゴ（中央）、イベリア半島の部族（左）。水色＝ローマ。オレンジ＝その他。★＝主な戦場。

### ハンニバル戦争

#### アルプス越え

アルプス山脈を越えるハンニバルの軍

紀元前221年に義兄ハシュドゥルバルが暗殺されると、ハンニバルはまだ26歳ながら軍に司令官として推され、カルタゴから承認を受ける。そしてイベリア半島戦線の指揮を執り、エブロ川南方の制圧に着手した。当時カルタゴはローマとエブロ川を境界として相互不可侵条約を結んでいたが、ローマはハンニバルの軍勢を恐れ侵入を阻止しようとエブロ川南方にある都市サグントゥム（現サグント）と同盟関係を結ぶ。しかし、ハンニバルはサグントゥムを包囲攻撃し、8か月後に陥落させた。ローマはハンニバルの行動を条約違反としてカルタゴ政府に懲罰を要求したが、ハンニバルの絶大な人気の前に政府は何の手も打てなかった。
紀元前218年、ハンニバルはカルタゴ・ノウァを出発。はじめ軍勢にはカルタゴの伝統に従い多数の傭兵が含まれ、歩兵9万人にリビア兵6万とヒスパニア兵3万、騎兵1万2千はヌミディア兵主体で、戦象37頭を率いた。ハンニバルはエブロ川を渡ったところで川岸とピレネー山脈を結ぶ戦線の守りに歩兵1万人と騎兵1千人を残し、また遠征に不安を訴えたヒスパニア兵は帰還させた。軍勢は歩兵5万と騎兵9千、戦象37頭に縮小、これを率いたハンニバルはピレネー山脈を越えガリアに入った。
ローマはハンニバルのガリア侵入に気付いたが、深い森林の中で敵勢の進路を見失った。ハンニバルはローヌ川を渡るにあたり、騎兵の先遣隊を上流から対岸のガリア人掃討に向かわせたが、危険な渡河で多くの犠牲を出し、歩兵・騎兵あわせて軍勢を4万6千まで減らし（損失およそ25%）、戦象30頭は温存したようである。この渡河の際、ローヌ川下流を巡回していたハンニバル側500騎は自分たちを探索中のローマ兵300騎と出くわして戦端を切った。索敵に当たったローマ執政官、プブリウス・コルネリウス・スキピオは敵の渡河から3日後に現地に駆けつけ、後塵を喫した。ハンニバルはすでにアルプス山脈に向かっていた。
このときのハンニバルのアルプス越えは、詳しいルートが分かっておらず、現在も歴史家の間で意見が分かれている。ともあれ、ハンニバルは山中のガリア人を驚かせる作戦を立てると、戦象を先頭にして行軍をはじめた。途中で遭遇するガリア人に「ローマ人は敵だ」と言いふくめ、だいたいは金品を握らせて懐柔した。雪が降るほどの寒さや疲労、狭い山道と崖など、行軍は困難をきわめたが、ハンニバル軍はアルプスを越えた。軍勢はイタリア到着の時点で、歩兵2万、騎兵6千にまで減っていた。ポリュビオスによれば、この数字はハンニバル自身の記録による。この記録は現代の学者によっても踏襲される。

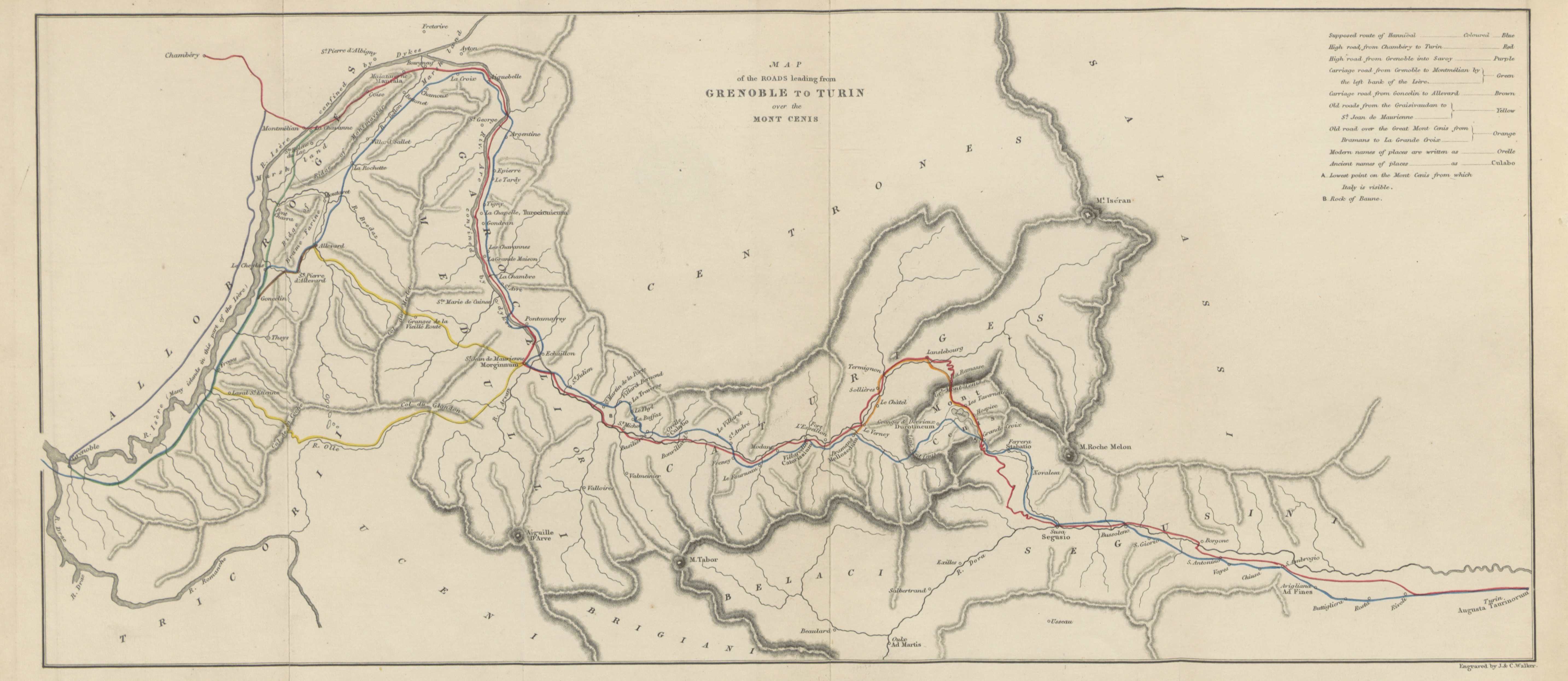
ハンニバルのアルプス越えのルート（紀元前218年ころ）【凡例】赤い線＝1850年代の主な道路。青い線＝ハンニバル軍の進路（推定）。
カルタゴ軍は画面左端のグルノーブル（近代の地名）からイゼレ川添いに山地へ分け入り、この推定図では尾根伝いに右のトリノ方面へ通った説を表す。右寄り三分の一に3500メートル級のモンスニ山が位置する。（「図6：モン・スニ峠の行程」、1853年発行）

ついにハンニバルはイタリア半島へ進軍し、ローマ元老院を驚愕させる。第二次ポエニ戦争（別名ハンニバル戦争、紀元前218年 - 紀元前201年）の始まりであった。

#### トレビアの戦い

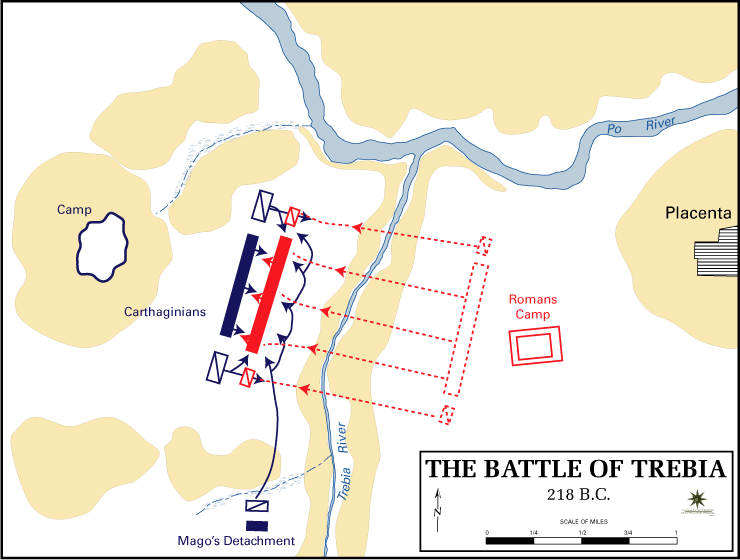
トレビアの戦い。トレビア川を越えるローマ軍（紀元前218年12月）カルタゴ軍は青色。

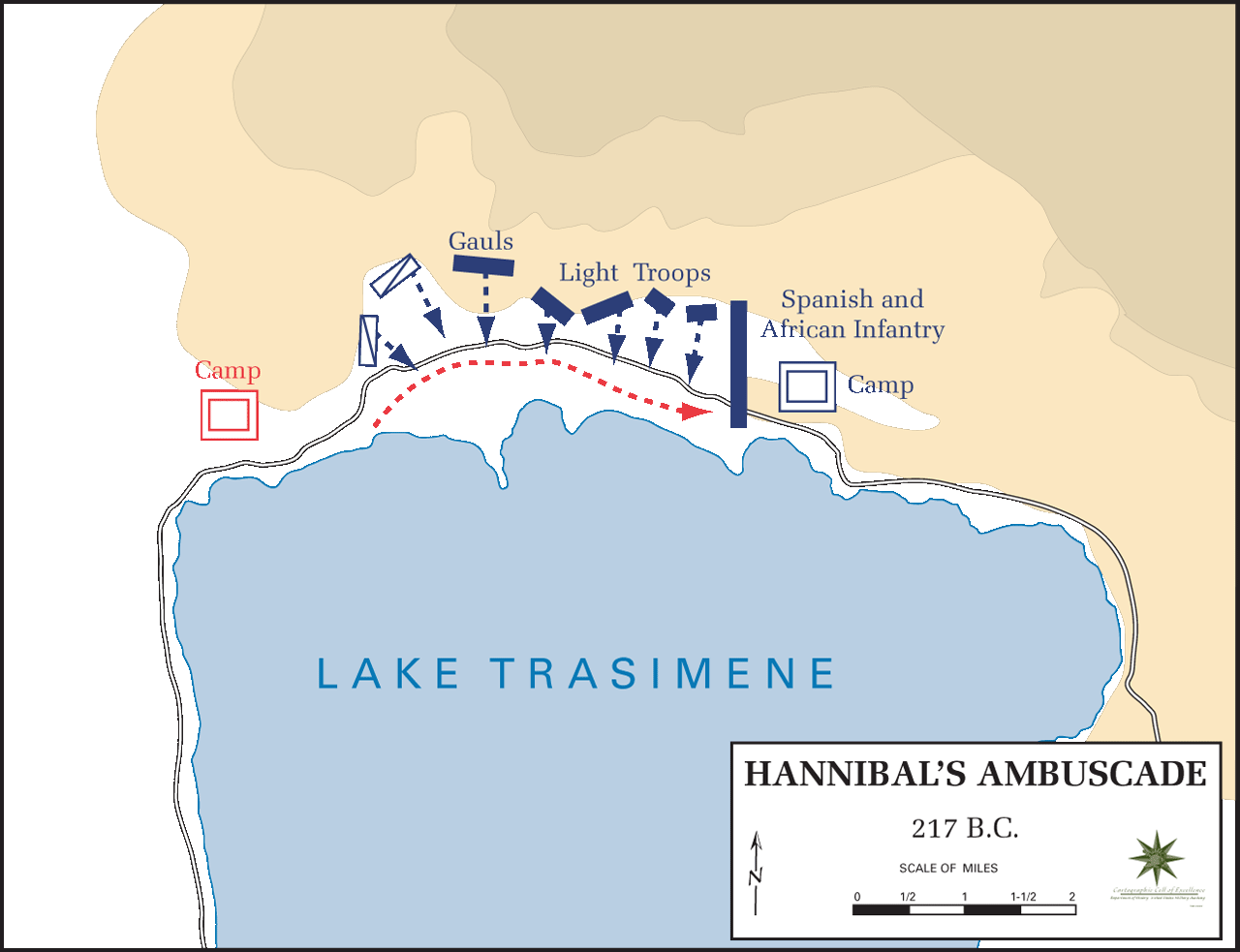
トラシメヌス湖畔の戦いの陣形図（紀元前217年6月）

ローマはハンニバルの攻勢を予測してはいたが、アルプス山脈を越えて侵攻してくるとはまったくの予想外であり、戦闘はイベリア半島平野部で構えようと備えていた。執政官のプブリウス・コルネリウス・スキピオはただちに敵軍の動きを阻止すべくローマ軍を出陣させるが、ティキヌスの戦いで敵軍に撃破され、スキピオ自身も負傷する。ローマ軍の敗北を見るや、周辺のガリア人部族はハンニバルに協力し始めた。ハンニバル軍は続くトレビアの戦いでも、もう一人の執政官ティベリウス・センプロニウス・ロングスを破る。

#### トラシメヌス湖畔の戦い
こうして北イタリアに勢力基盤を築き上げると、ハンニバルはさらに版図を拡大すべく紀元前217年の春に南下を開始し、エトルリアに侵入する。これに対し、ローマ軍は新たな執政官グナエウス・セルウィリウスとガイウス・フラミニウスが再びハンニバルの進路を阻もうと進軍するが、トラシメヌス湖畔の戦いで敗北、執政官は両名とも戦死した。この勢いに乗じてローマの同盟都市に離反を促すため、南イタリア（マグナ・グラエキア）へ向かったハンニバルは「戦勝を材料として同盟都市を離反させ、その上でローマを滅ぼす」戦略であった。一方で戦勝の勢いに乗り敵のローマ本軍とその捕虜には厳しく接し、他方、同盟都市の捕虜は丁重に遇して即時釈放し、ローマからの離反を促すメッセージを託すなど、工作を重ねていくのである。そうした戦いの中、不衛生な沼沢地の行軍などで疫病に感染し、ハンニバルは左目の視力を失った。
ここに至ってローマは非常事態宣言を発令し、クィントゥス・ファビウス・マクシムスを独裁官に任命する。ファビウスはハンニバルと対峙しつつ直接の戦闘は避けるという方針で臨んだ。ハンニバルはアプーリア（現在のプーリア）を荒し回りカンパニアへ進軍したが、ファビウスはハンニバル軍に接近するものの、ハンニバルが戦いの火蓋を切ろうとすると退く戦法を繰り返す。

#### カンナエの戦い

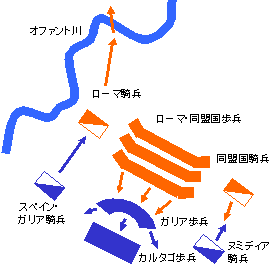
カンナエの戦いの図（紀元前216年8月）ハンニバル側は青色。

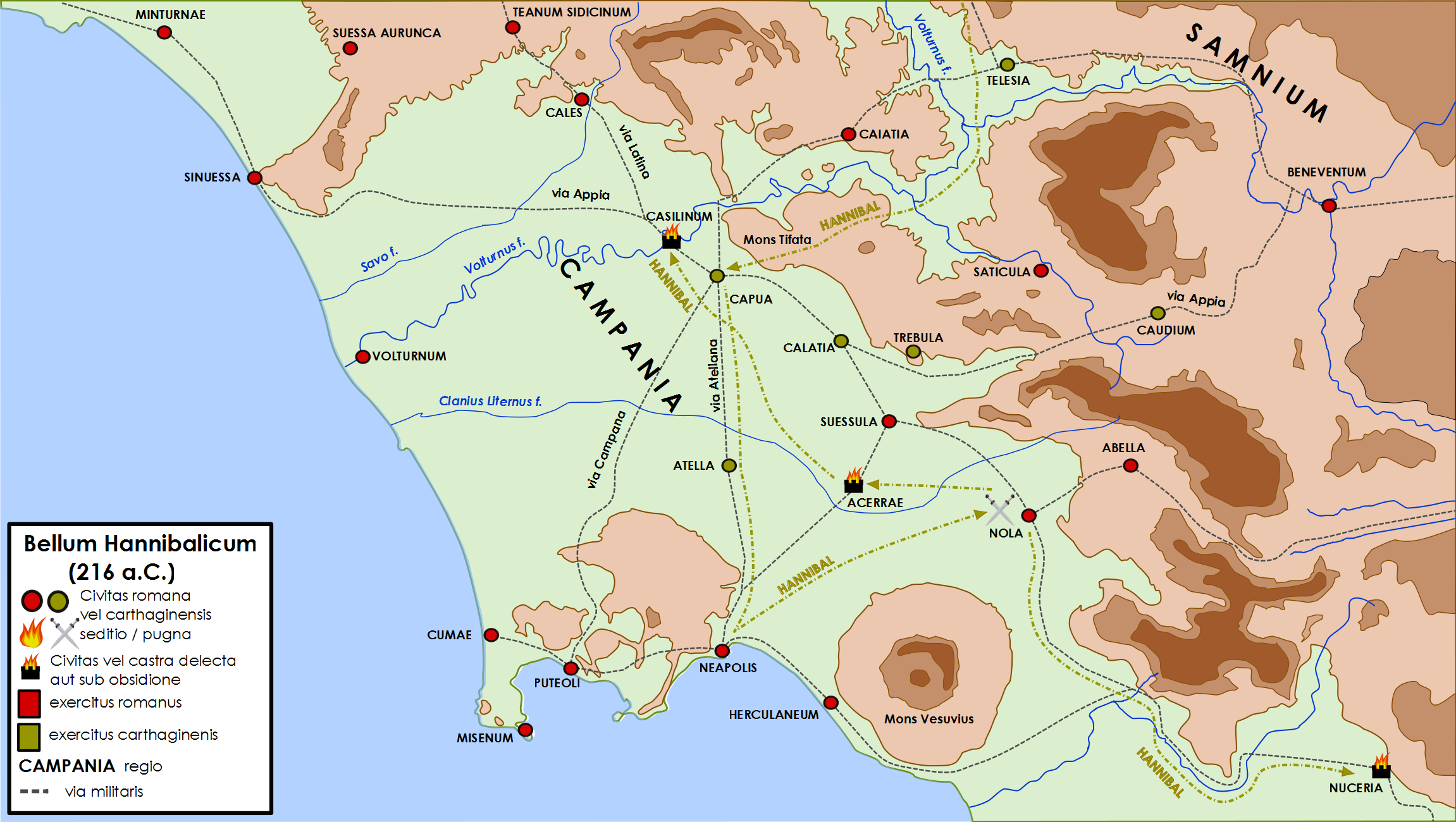
ハンニバル軍のカプア侵攻（紀元前216年）。破線は進路、丸印はローマが治めてきた都市。炎のアイコンは焼き落とされた都市を示す。カプアはローマを離れてカルタゴ側についた。

紀元前216年、ローマの執政官にガイウス・テレンティウス・ウァッロとルキウス・アエミリウス・パウッルスが当選した。このうち、ファビウスの戦法に不満を持つ前者ウァッロはハンニバルに対して果敢に立ち向かってゆく。ウァッロはローマ軍を増強し、同盟都市からも兵を募って、ハンニバルのいるアプーリアへ南進した。しかしハンニバルは相手の性急さを利用して決戦に持ち込み、史上有名なカンナエの戦いでローマ軍を完膚なきまでに叩き潰す。この戦いではローマ兵5万から7万人が戦死あるいは捕虜になったという。戦死者は執政官パウッルスと次期執政官内定者2名、さらに執政官補2人と高級将校48人にのぼり、ローマは一度の戦闘で指導者層の25%を失うという、過去に例のない完敗を喫した。これ以降、ローマはハンニバルに対して消極的な戦法に徹することになる。
勝利したカルタゴ側では余勢を駆って一気にローマを攻略すべきだという声があがり、特に騎兵隊長のマハルバルが強く進言したが、ハンニバルは攻城兵器や兵站の不足という戦略上の理由から、首都ローマへの進軍を選択せずにローマ同盟都市の離反を図ると決定する。この時、マハルバルはハンニバルに対し「あなたは勝利を得ることができるが、それを活用することは知らない」と言ったという。
ハンニバルは紀元前216年にカプアを、紀元前212年にタレントゥムをローマから離反させ、シチリア島のギリシア人都市にも反乱させるなど手柄を挙げたが、それらを除く目立った戦果をあげないまま、イタリア半島で一進一退の膠着状態にもつれこむ。上記の戦勝を背景にした工作にもローマと同盟都市の結束は崩れず、このことがハンニバルの戦略的誤算として祟っていく。シラクサのヒエロニモスと同盟したハンニバルはカルタゴ本国に補給を要求したが、初めから日和見の立場を取り続けた政府は制海権をローマに握られており、ハンニバルは本国から有効な連携を引き出せなかった。

#### ローマ側の反撃、スキピオ登場
ファビウスの消極戦法は効果を発揮し、ハンニバル軍は次第にカンパニア領内に封じ込められつつあった。これに対してハンニバルは紀元前215年にアンティゴノス朝のピリッポス5世とも同盟を結び、ローマを内外から圧迫してゆく。

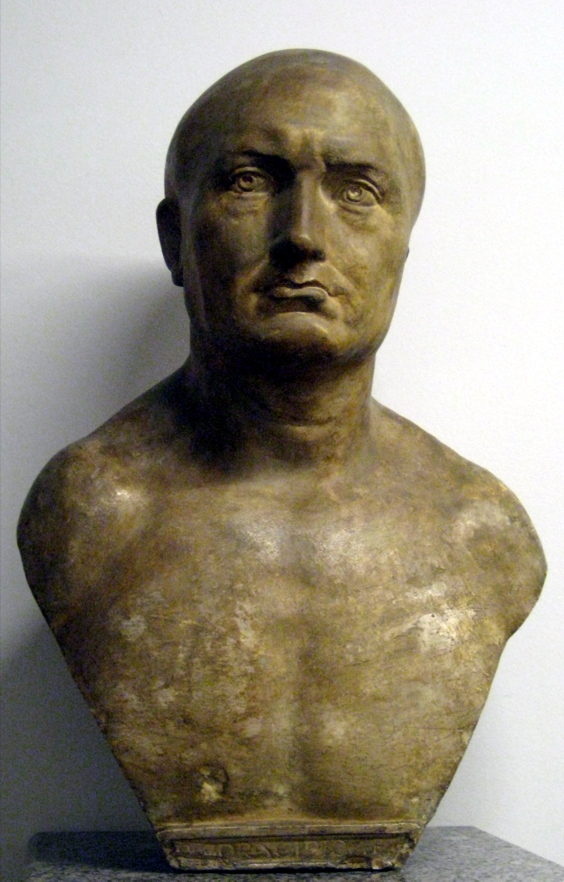

だがローマはハンニバルをイタリア半島に封じ込めながら、国外の敵対勢力を各個に撃破・無力化して行く。紀元前211年にプブリウス・スキピオはハンニバルの本拠地であるイベリア半島を攻略し、またギリシアのアエトリア同盟と結託してハンニバルの友軍ピリッポス5世の治める東方マケドニアの押さえとしている。
ハンニバルは紀元前210年、アプリアに進撃するが、同年にタレントゥムを失った。また紀元前208年にはロクリに迫るローマ軍を蹴散らして執政官マルクス・クラウディウス・マルケッルスを戦死させるものの、タレントゥムの損失は大きく、補給のおぼつかなさに行動範囲に制限を受けてしまう。さらにローマにルカニア地方とサムニウム地方を抑えられると、ハンニバルは南イタリアにおける戦略的な主導権を覆されてしまう。
紀元前207年、ハンニバルは再度北上してアプリア地方を制圧、ここでイベリア半島から西進する弟・ハスドルバルの援軍を待ったが、弟はその途上、メタウルスの戦いで落命している。さらにハンニバルと行動を共にしていた弟・マゴのリグリア攻略失敗、またピリッポス5世との連携の亀裂などによって、南イタリアでの主導権回復の術を失う。このようにローマはハンニバルの指揮下にない敵対勢力を徐々に削り取っていった。
ハンニバル軍がアプリア地方に封じ込まれる中、ヒスパニアで功績を挙げたスキピオがローマ軍を攻勢に転じようとしていた。占拠したシチリア島を拠点にスキピオは志願兵を募り養成していたが、カンナエの戦いの失敗から攻めに踏み切れない元老院は当初、スキピオに渡航許可を与えなかった。曲折を経てようやくその許可が下りると、スキピオは軍勢とともにアフリカに渡航する。いきなりハンニバルを無視して本土に現れた敵にカルタゴ政府は驚き、ヌミディア王国のシュファクス率いる騎兵を援軍に頼んで迎え撃つが敗北した。
この敗戦に狼狽したカルタゴ政府は、態度を一変してローマとの休戦交渉とハンニバルの召還を画策、ところが裏で呼び戻しを工作していたと露見し休戦交渉は反故となった。ともあれ紀元前203年、ハンニバルは十数年ぶりに故国カルタゴに戻る事となった。

#### ザマの戦い

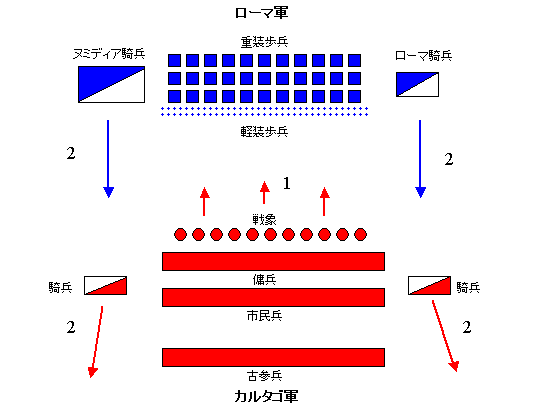
ザマの戦いの図（紀元前202年10月）。カルタゴ軍は赤色。

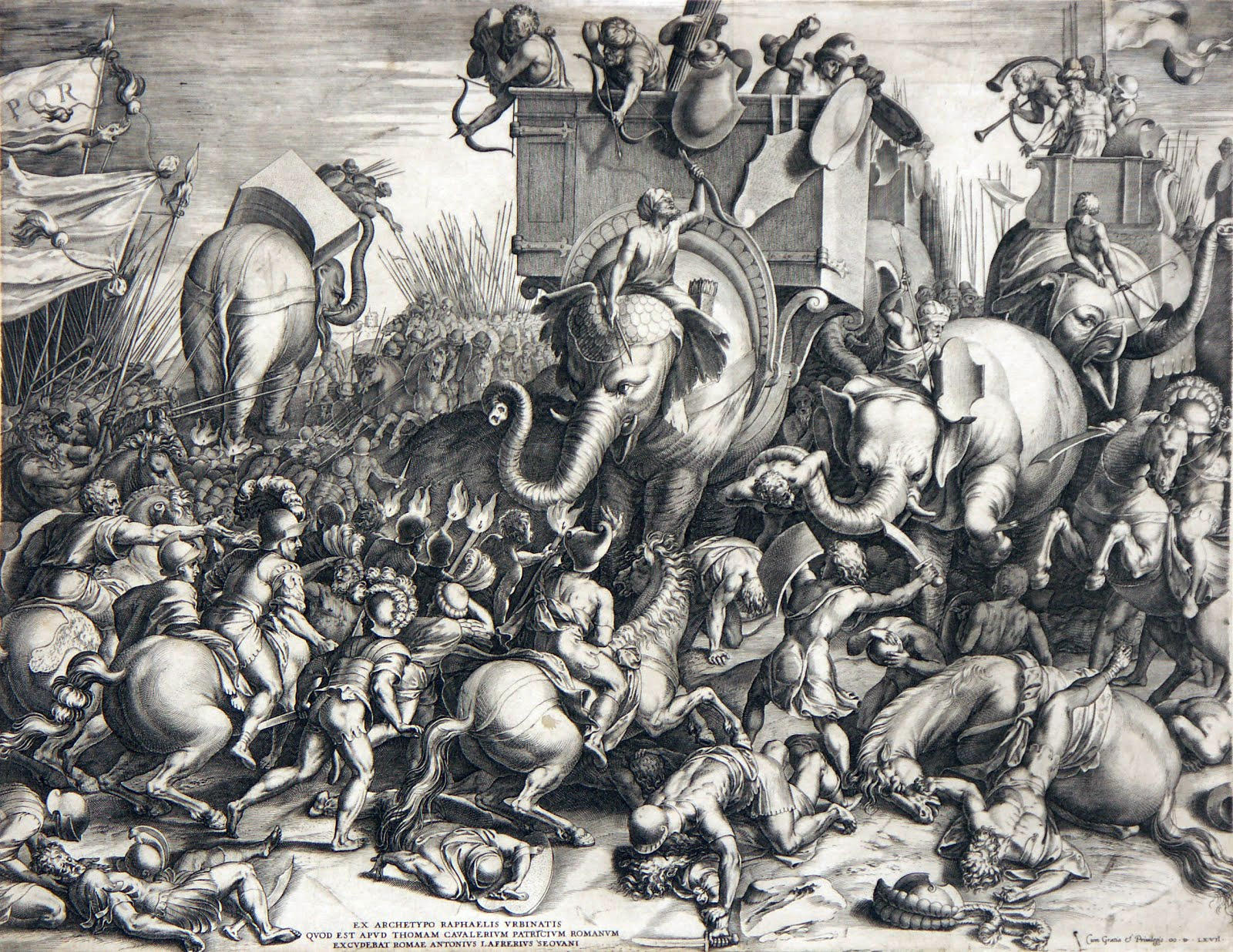
『ザマの戦い』（コルネリス・コルト、1567年作、ハンテリアン美術館収蔵）

スキピオは先の会戦でヌミディア王シュファクスを追撃して王位から引きずり下ろし、ローマ側についていたマシニッサをヌミディア王に即位させていた。カルタゴ軍はそれまでヌミディア騎兵に依存してきたが、勢力図が変わるとローマに対する騎兵力の優位を失った。このような状況の中、ハンニバルはスキピオに直接交渉を打診し、紀元前202年10月19日、対峙する両軍の見守る前でハンニバルとスキピオは会見した。
ハンニバルはスキピオに対して、ローマとカルタゴは相互不可侵とし、地中海を境に北をローマ領、南をカルタゴ領とする休戦条件を提案する。しかしスキピオはこのたびの戦争はハンニバルのザグントゥム侵略が発端だと指摘、ローマ人はカルタゴ人を信用できないと拒否する。個人的には互いの才能を高く評価していた2人であったが、交渉は決裂した。
ザマの戦いはそれまでのハンニバルの戦いのパターンと異なり、歩兵で有利なカルタゴが騎兵ではローマ軍に劣るという状況であった。この劣勢を覆すためにハンニバルは先頭に戦象を配備した。敵に戦象がいると知ったスキピオは、軽装歩兵で編成した歩兵中隊を広い間隔で配置して直進しかできない戦象を回避させ、敵の先鋒の無力化に成功した。大集団の密集した重装歩兵を基幹とするカルタゴ軍は、後方から機動力に勝るローマ騎兵の攻撃を受け、また前面をローマ歩兵に封じられて大敗した。第二次ポエニ戦争はカルタゴの敗北に終わり、地中海での優位性を完全に失う。

### 戦後

#### カルタゴ再建
第二次ポエニ戦争後、ローマの同盟国になるよう強要されたカルタゴは膨大な賠償金を課せられて国の前途も危うくする。しかしそれまでカルタゴの政治を牛耳っていた貴族たちが権勢を失い、敗軍の将に返り咲きの道が開くと、ハンニバルは先頭に立って母国の経済建て直しを図る。
ハンニバルは行政の長であるスッフェトに選ばれ、改革の陣頭指揮を取る。まず名誉職に化していたスッフェトの立場を回復すると、自身に権限を集中させた。次いでカルタゴの行政母体である「104人委員会」の改革に着手する。直接選挙による議員任命制を整え、また民衆の支持を背景に議員の任期を終身から2年へと縮めた。これら行政改革は効果を挙げ、賠償金をすべて払ったハンニバルは軍人としてのみならず政治家としての手腕の高さも証明した。

#### シリアへ亡命
続いてハンニバルは国力の回復を目指すが、不可能と思われた賠償金を払い遂げた事が、逆にマルクス・ポルキウス・カト・ケンソリウスを始めとするローマ側の反カルタゴ派の危機感をあおってしまった。また早々に効果を挙げるためかなり強引な改革を進めており、自国内に台頭した反ハンニバル派からローマに「ハンニバルがシリア（セレウコス朝）と内通している」と讒言（ざんげん）されてしまう。ローマは事実関係の究明に調査団の派遣を決め、身の危険を感じたハンニバルはカルタゴを脱し、シリア王アンティオコス3世の許へ亡命する。
身を寄せたセレウコス朝では、王の軍事顧問として意見を具申し、シリアがローマとの戦争に突入した際にはシリア軍の参謀の一人としてローマと対峙したともされる。ところが戦場では若い指揮官や王に疎まれてハンニバルの意見は採用されず、エウリュメドン川の戦いでシリアのアポロニオス将軍と連携できなかっために敗北する。セレウコス朝自体もマグネシアの戦い（紀元前190年あるいは同189年開戦）で大敗を喫して、アンティオコス王は降伏を余儀なくされた。
確かにハンニバルはローマを滅亡の渕まで追い込むことに成功した。しかしローマは戦いのなかでハンニバルに苦しめられた包囲殲滅戦術を習い得ると強大な存在となっていき、マケドニア戦争やローマ・シリア戦争にも完勝する。

#### 最期

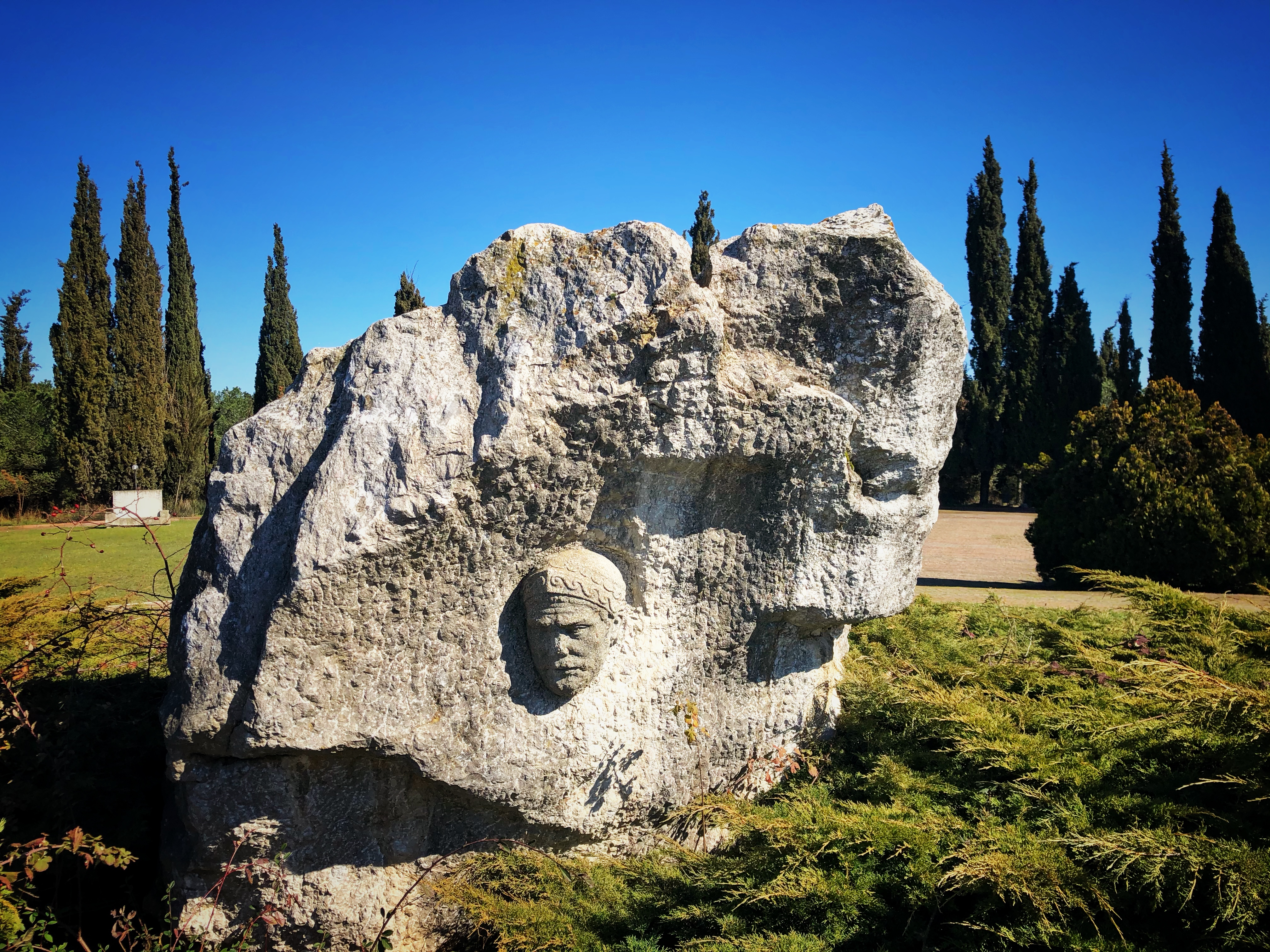
ハンニバル記念碑。アタチュルク（1881年 - 1938年）生誕100年に建立。（トルコ・現ゲブゼ郊外。）

シリア戦後、ハンニバルはローマの追っ手から逃れようとクレタ島、さらに黒海沿岸のビテュニア王国へと落ち延びた。ハンニバルのビテュニア滞在を知りながらしばらくは静観したローマだが、元老院は使者としてティトゥス・クィンクティウス・フラミニヌスを送り、ビテュニア王プルシアス1世にハンニバルの身柄の引渡しを迫った。これを察知したハンニバルは逃亡を企てたが果たせず自害した。奴隷に首を絞めさせたとも、毒薬を仰いだとも伝わっている。
なお、没年は紀元前183年か紀元前182年とされるが、ハンニバルのかつての好敵手スキピオ・アフリカヌスもローマ元老院の弾劾を受けて政界を退き、ローマを離れた地で紀元前183年に没している。

## 死後の評価、エピソード等

### ローマ人の評価

ハンニバルの主な戦跡。【凡例】：緑の矢印＝進路。赤いアイコン＝主な戦場。

ハンニバルはローマ史上最強の敵としてローマ人の記憶に残った。ハンニバルにまつわる記述のほとんどは後世のローマ人によるものであるため、当然ながらローマの敵として彼の能力は高く評価されつつも、人間味のない恐るべき将軍として書かれている。多くの記録には決まり文句のように「彼は残虐きわまりなかった」と書かれており、ティトゥス・リウィウス、さらにキケロでさえもそのような表現を使っている。
後世のローマ人は彼を、偉大なるローマに立ち向かってきたが、実力を備えた強敵であり畏敬すべき相手として認めていたようで、このカルタゴ人の像を街の中心地に建立するというようなこともあった。

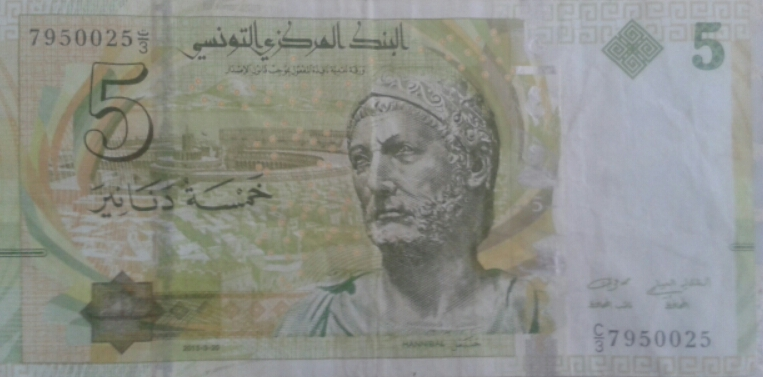
ハンニバルの紙幣（額面5チュニジア・ディナール、1990年代発行）

### エピソード
ザマの戦いから数年後、エフェソスに亡命していたハンニバルは、使節として同地を訪れたスキピオと再会し、しばし言葉を交わしたというエピソードがティトゥス・リウィウスによって伝えられている。スキピオが史上もっとも偉大な指揮官は誰かと問いかけると、ハンニバルは「第一にアレクサンドロス大王、第二にピュッロス（エペイロス王）、そして第三に自分だ」と答えた。スキピオが重ねて「ザマの戦いであなたが私を破っていたら」と問うと、「アレクサンドロスを越えてわたしが史上第一の指揮官になっていた」と率直に答えたという。
とは言え、ハンニバルの用いた包囲殲滅戦術は現代の陸軍士官学校でも必ず教材として使われるほど完成度の高いものである。
またリウィウスの『ローマ史』によればハンニバルはこう語ったという。
いかなる超大国といえども、長期にわたって安泰であり続けることは出来ない。国外に敵を持たなくなっても、国内に敵を持つようになる。外からの敵は寄せ付けない頑健そのものの肉体でも、身体の内部の疾患に苦しまされることがあるのと似ている。
のちにローマではポエニ戦争の勝利に伴う社会構造の変化にうまく適応できず、内乱の一世紀と呼ばれる混乱の時代が訪れることとなる。

### その他
格言「戸口にハンニバルがいた」（ラテン語: Hannibal erat ad portas）には危険が迫っていたという意味がある。ここから転じ、イタリアでは今でも子供がいたずらすると「ハンニバルが来てあなたを連れて行ってしまうよ」と叱る場合があり、いまだに恐怖の代名詞となっていることがうかがわれる。他方、ローマ人に制圧されてきた国では、自身がカルタゴの後裔であるか否かを問わず、ハンニバルを英雄として称えることがある。

## 登場作品
小説
- ハンス・バウマン『ハンニバルの象つかい』1966年
- 眉村卓『カルタゴの運命』1998年 新人物往来社
- 高橋克彦 『総門谷』1985年 講談社

漫画
- 西谷史『真・女神転生 エル・セイラム』アスペクト〈ログアウト冒険文庫〉、1993-1994年
- カガノミハチ『アド・アストラ -スキピオとハンニバル-』集英社、2011-2018年（『ウルトラジャンプ』連載）
- 平野耕太『ドリフターズ』少年画報社、2009年 （『ヤングキングアワーズ』連載）

映画
- 『ハンニバル』（1959年、イタリア、主演：ヴィクター・マチュア）